# Prosnes
Prosnes település Franciaországban, Marne megyében. Lakosainak száma 485 fő (2022. január 1.). Prosnes Aubérive, Baconnes, Beine-Nauroy, Pontfaverger-Moronvilliers, Saint-Martin-l’Heureux, Sept-Saulx, Val-de-Vesle és Vaudesincourt községekkel határos.

## Népesség
A település népességének változása:
| Lakosok száma | 219  | 298  | 361  | 519  | 520  | 496  | 490  | 486  | 484  | 485  |
|               | 1968 | 1982 | 1990 | 2006 | 2013 | 2015 | 2017 | 2019 | 2020 | 2022 |